# Ezio Mizzan
Ezio Mizzan (Trieste, 12 gennaio 1905 – Rawalpindi, 26 marzo 1969) è stato un diplomatico italiano.
È stato ambasciatore d'Italia in Thailandia e Pakistan, e incaricato d'affari in Cina nel periodo critico dell'avvento del comunismo.

## Biografia
Ezio Mizzan nacque a Trieste il 12 gennaio 1905, da Giovanni Mizzan, farmacista, la cui famiglia era di origine istriana pisinota, e Gilda Rovis. Dopo essersi laureato in giurisprudenza all'Università di Roma,
proseguì gli studi all'estero, e nel 1932 iniziò la sua carriera diplomatica. Lavorò per un breve periodo alla Farnesina.
Mizzan prestò servizio a Rio de Janeiro (1933-1935) e ad Annaba (1935-1937) come Vice Console, per poi prestare servizio nelle ambasciate italiane di Bucarest (1937-1940) e Bruxelles (1940).
Dal 1940 al 1942 fu Console a Breslavia, nel Terzo Reich. Nel 1942 venne trasferito a Berlino e nel 1943 a Parigi. Servì il governo fascista fino all'uscita dell'Italia dall'Asse. Mizzan si trovava a Parigi al momento dell'Armistizio di Cassibile nel settembre 1943. Visto il suo rifiuto di continuare a servire la Repubblica di Salò, venne internato brevemente a Vittel, trasferito a Salsomaggiore e poi liberato nello stesso anno, raggiungendo Roma nel 1943.
Negli anni della ricostruzione collaborò alla risoluzione dei problemi legati alla Venezia Giulia, il cui destino doveva essere deciso dai trattati di pace, contribuendo con la sua preziosa conoscenza di luoghi e situazioni.
Nel 1946 partì per la Cina. Era l'inizio del ventennio che egli avrebbe trascorso in Asia. Fu inizialmente Console a Hankow, divenendo in seguito primo segretario d'ambasciata a Nanchino. Dopo che l'ambasciatore italiano rientrò improvvisamente in Italia, Mizzan si ritrovò alla guida delle relazioni diplomatiche tra Italia e Cina, divenendo l'incaricato d'affari. Era un momento critico poiché in Cina era in corso l'avvento del comunismo. Mizzan, e gli altri funzionari italiani rimasti al loro posto, non erano riconosciuti, e non godevano dell'immunità diplomatica. Erano considerati dai comunisti cinesi come semplici cittadini, se non addirittura spie di governi stranieri ostili.
La situazione si fece ancora più tesa dopo lo scoppio della guerra in Corea. Già nel gennaio del 1950, Mizzan comunicava a Roma con un messaggio scritto in inglese e affidato ai britannici, che erano gli unici a possedere una radio con cui comunicare col mondo esterno. Nel febbraio del 1951, egli consigliava Roma di prendere una decisione ferma: o rompere ogni tipo di relazione con i comunisti cinesi, o riconoscere il nuovo governo. Roma inizialmente ponderò il riconoscimento. Nel febbraio dello stesso anno, Carlo Sforza preparò un telegramma in cui riconosceva la Cina comunista ed esprimeva la sua volontà di stabilire relazioni diplomatiche, chiedendo a Zhou Enlai di rivolgersi a Mizzan come capo delle relazioni diplomatiche ad interim.
Alla fine, l'Italia decise invece di non riconoscere la Repubblica Popolare Cinese. L'ambasciata fu quindi chiusa, e l'incenerimento degli archivi, già iniziato da Mizzan a Shanghai un anno prima, fu completato. Mizzan riuscì ad ottenere a fatica un visto di uscita e raggiunse Hong Kong nel dicembre 1951. Con il rientro di Mizzan, la rete diplomatica tra Italia e Cina, iniziata con Marco Polo ed inaugurata ufficialmente negli anni sessanta del XIX secolo, fu troncata, e non sarebbe stata riattivata fino a vent'anni dopo.
Mizzan divenne in seguito consigliere d'ambasciata a Nuova Delhi. Il 24 Febbraio 1959 egli divenne Ambasciatore d'Italia in Thailandia e mantenne la carica fino al 1965. Fu Ambasciatore d'Italia in Pakistan dall'agosto 1966 al marzo 1969. Morì a Rawalpindi il 26 marzo 1969.
Mizzan non pubblicò nessuna autobiografia o memoria. Restano tuttavia alcuni suoi scritti preziosi, come il suo resoconto sul cameratismo tra giovani nazisti tedeschi (Gioventù hitleriana) e fascisti italiani (Gioventù Italiana del Littorio), completato dopo aver assistito ad un evento sportivo tra le varie organizzazioni giovanili fasciste e naziste tenutosi a Breslavia, nel Terzo Reich, ove Mizzan stava servendo come Console, oltre che i suoi appunti sulle relazioni con i paesi extraeuropei e al di fuori della NATO.

## Matrimonio e figli
Il 6 febbraio 1935 Mizzan sposò Enrica Galluppi di Cirella. Il matrimonio produsse prole. La coppia in seguito si separò e Galluppi di Cirella si risposò con Bonifacio Marchese di Canossa, Conte di Canossa e Signore di Grezzano.